# بادوريا
بادُورَيَا : بالواو، والراء، وياء، وألف: طسوج  من كورة الاستان بالجانب الغربي من بغداد، وهو اليوم محسوب من كورة نهر عيسى بن علي، منها:
النّحّاسيّة والحارثية ونهر أرما وفي طرفه بني بعض بغداد، منه: القريّة والنّجمى والرّقّة، قالوا:
كل ما كان من شرقي السّراة فهو بادوريا وما كان في غربيها فهو قطربّل، قال أبو العباس أحمد بن محمد ابن موسى بن الفرات: من استقلّ من الكتّاب بــبادوريا استقلّ بديوان الخراج ومن استقلّ بديوان الخراج استقلّ بالوزارة، وذاك لأن معاملاتها مختلفة وقصبتها الحضرة، والمعاملة فيها مع الأمراء والوزراء والقوّاد والكتّاب والأشراف ووجوه الناس، فإذا ضبط اختلاف المعاملات واستوفى على هذه الطبقات صلح للأمور الكبار، وقال يذكر بادوريا فعرّبها بتغييرين: كسر الراء ومد الألف، فقال:
وقد نسب المحدّثون إليها أبا الحسن علي بن أحمد بن سعيد البادوربي، حدث عن مقاتل عن ذي النون المصري، روى عنه ابن جهضم، وكان قد كتب عنه ببادوريا. ويذكر التنوخي ان بادوريا لا يتقلدها إلا جلة الناس، أي يتقلدها جلة العمال. وبادوريا هو طسوج مدينة السلام، وكان أجل طساسيج السواد جميعاً، وكان كل طسوج يتقلده عامل واحد، سوى طسوج بادوريا فكان يتقلده عاملان لجلالته وكثرة ارتفاعه.